# MDFMK
MDFMK es un grupo de Metal industrial, procedentes de Alemania.
MDFMK fue formado por dos miembros de KMFDM, Sascha Konietzko y Tim Sköld, después de la momentánea separación de KMFDM.

## Discografía
Álbumes
- MDFMK (2000)

Otras apariciones
- Gravity Games 2000: Summer Sounds, Vol. 1 (2000)
- Heavy Metal FAKK2 (2000)

- Datos: Q3291887